# Autumn Phillips
Autumn Patricia Phillips (de soltera, Kelly; Montreal, 3 de mayo de 1978) es la exesposa de Peter Phillips, quien es hijo de la princesa Ana del Reino Unido y del capitán Mark Anthony Phillips, y el nieto mayor de la reina Isabel II del Reino Unido y el príncipe Felipe, duque de Edimburgo.
Después de graduarse de la Universidad McGill en el año 2002, Kelly conoció a Peter Phillips en su lugar de nacimiento, Montreal, Quebec, Canadá. Su compromiso fue anunciado en julio de 2007 y se casaron en la Capilla San Jorge en el Castillo de Windsor, el 17 de mayo de 2008. Tienen dos hijas; Savannah Anne Kathleen Phillips nacida en 2010 e Isla Elizabeth Phillips nacida en 2012.

## Infancia, adolescencia y juventud
Autumn y su hermano gemelo Chris nacieron en Canadá, hijos de Brian Kelly, un ejecutivo de una compañía de electricidad y de Kathleen McCarthy, quien ya tenía un hijo llamado Kevin. Fue bautizada el 18 de junio de 1978 y se crio en Cedar Park, Pointe-Claire (Montreal), hablando inglés.
A pesar de la separación de sus padres cuando Autumn tenía 8 años, y después de que su madre se casara en segundas nupcias, la familia continuó viviendo en el mismo lugar dónde ella asistió a una escuela primaria católica y luego a la secundaria St. Thomas, donde se destacó en deportes. Después de graduarse, asistió a la Universidad McGill, durante ese tiempo trabajó como camarera, modelo y actriz, apareciendo en la película Rainbow de 1996 en el papel de Tigrette Number 3 y en la serie de televisión Sirens.
Autumn se graduó de la universidad en el año 2002 con una licenciatura en Artes, especializada en Asia Oriental después de lo cual comenzó una carrera como Consultora de Gestión.

## Compromiso y matrimonio con Peter Phillips
Autumn asistió al Gran Premio de Canadá en 2003, donde conoció a Peter, quien en ese momento trabajaba para el equipo Williams Racing de la Fórmula 1, sin embargo, ella no supo quién era el sino hasta seis semanas después, cuando mirando un programa de televisión especial sobre el decimoprimer cumpleaños del príncipe Guillermo, primo de Peter, lo vio en una foto junto a la Familia real británica. Luego, se mudó al Reino Unido, viviendo en un apartamento de Kensington con Phillips, y en la casa de campo de la princesa Ana, Gatcombe Park, en el condado de Gloucestershire, donde ella ya había aceptado un trabajo en una compañía de computación antes de conocerlo. Luego trabajó como asistente personal del locutor Michael Parkinson mientras asistía a eventos sociales de la realeza como el ochenta cumpleaños de la reina.
El compromiso de Autumn y Peter fue anunciado por el Palacio de Buckingham el 28 de julio de 2007. La reina Isabel II les dio su consentimiento el 9 de abril del año siguiente. Antes de la boda, Autumn debió convertirse del catolicismo al anglicanismo ya que de lo contrario Phillips perdería su lugar en la línea de sucesión al trono británico por las disposiciones del Acta de Establecimiento de 1701.
La pareja se casó el 17 de mayo de 2008 en la Capilla San Jorge del Castillo de Windsor; el servicio fue llevado a cabo por David Conner, Deán de Windsor, y el vestido de la novia fue diseñado por Sassi Holford. Entre sus seis damas de honor se encontraba Zara Phillips, hermana de Peter.
La pareja vivió un tiempo en Hong Kong antes de regresar a Londres, dónde Peter trabajó para el Banco Real de Escocia.
Su primera hija y la primera bisnieta de la reina Isabel II, Savannah Anne Kathleen Phillips, nació el 29 de diciembre de 2010 en el Gloucestershire Royal Hospital.
En octubre de 2011, el matrimonio comunica que está esperando su segundo hijo para el mes de marzo de 2012. El 29 de marzo de 2012 nace su segunda hija, Isla Elizabeth Phillips. 
Sus hijas poseen la doble nacionalidad, británica y canadiense. A pesar de pertenecer a la realeza, Peter Phillips, y por consiguiente su esposa e hijas, no poseen títulos nobiliarios.
El 10 de febrero de 2020, el matrimonio confirmó que llevaban separados desde 2019. El acuerdo de divorcio se ratificó el 14 de junio de 2021.